# 帕尔马主教座堂 (西班牙)

帕尔马主教座堂

帕爾馬主教座堂（Catedral de Santa María de Palma de Mallorca），通常稱為La Seu，是一座哥特式的羅馬天主教馬略卡教區主教座堂，位於西班牙馬略卡島帕爾馬。

## 歷史
主教座堂興建在一座阿拉伯清真寺的遺址上.它長121米，寬55米，通廊高44米。風格為加泰羅尼亞哥特式 ，但是受到了北方的影響，它由阿拉貢國王海梅一世始建於1229年，直到1601年才完成。它位於帕爾馬老城內，介於阿爾穆德納王宮和主教宮之間，俯瞰著Mar公園和地中海。
1901年，主教座堂修復工程開始五十年後，安東尼·高迪應邀參加了該項目。